# محسن دامادی
محسن دامادی (زاده ۱۳۳۸ - کرمان) کارگردان، فیلم‌نامه‌نویس و نویسنده اهل ایران است.
وی که بیشتر به عنوان فیلم‌نامه‌نویس شناخته می‌شود، سینمای حرفه‌ای را با فیلم «آپارتمان شماره ۱۳» به کارگردانی یدالله صمدی به عنوان نویسنده آغاز کرد.

## کارگردان
- همه چی عادیه (۱۳۹۵)
- هما کی میاد (۱۳۹۴)
- قبرستان غیرانتفاعی (۱۳۸۹)[۱]
- خانواده ارنست (۱۳۸۸)[۲]
- یک اشتباه کوچولو (۱۳۸۷)[۳]
- گپ (۱۳۸۲)

## نویسنده
- همه چی عادیه (۱۳۹۵)
- هما کی میاد (۱۳۹۴)
- قبرستان غیرانتفاعی (۱۳۸۹)[۱]
- خانواده ارنست (۱۳۸۸)[۲]
- پس از سالها (۱۳۸۸)
- یک اشتباه کوچولو (۱۳۸۷)
- گپ (۱۳۸۲)
- از صمیم قلب (۱۳۷۹)
- افسانه پوپک طلائی (۱۳۷۷)
- در سرزمینی دیگر (۱۳۷۵)
- بهترین بابای دنیا (۱۳۷۰)
- آپارتمان شماره ۱۳ (۱۳۶۹) (طرح اولیه داستان)

## کتاب
- افسانه یک نجیب‌زاده ایرانی، نشر چشمه (رمان، ۱۳۹۸)
- برگزیده تاریخ اجتماعی ایران، انتشارات کاوش پرداز (۱۳۹۶)
- کافه کلاچ[پیوند مرده] ، انتشارات کاوش پرداز (نمایش نامه، ۱۳۹۶)
- چگونه داستان را به فیلم نامه تبدیل کنیم، نشر چشمه (جلد اول، ۱۳۸۵)
- چگونه داستان را به فیلم نامه تبدیل کنیم[پیوند مرده]، نشر چشمه (جلد دوم، ۱۳۹۲)
- چگونه داستان را به فیلم نامه تبدیل کنیم، نشر چشمه (جلد سوم، ۱۳۹۵)
- شیخ بهایی، انتشارات دفتر پژوهش‌های فرهنگی (۱۳۸۹)
- زنده باد رئیس‌جمهور (مجموعه داستان، ۱۳۷۹)
- آن شب که شاه رفت، انتشارات بلخ (فیلم نامه، ۱۳۷۳)
- مرگ سینمایی، انتشارات نگاه (۱۳۷۱)
- هفت داستان، انتشارات نگاه (۱۳۶۷)
- مردی برای تمام سال‌ها، انتشارات دفتر پژوهش‌های فرهنگی (فیلم نامه به همراه مستندات دربارهٔ قاجاریه، ۱۳۷۷)

## تهیه‌کننده
- همه چی عادیه (۱۳۹۵)
- هما کی میاد (۱۳۹۴)
- قبرستان غیرانتفاعی (۱۳۸۹)